# Spes tempel
Spes tempel var ett tempel på Quirinalen i Rom, tillägnat gudinnan Spes.
Templet uppfördes längs Vicus Longus (motsvarande dagens Via Nazionale) i Rom.
Templet, som bara är känt från litterära källor, var en av tre närliggande helgedomar tillägnad relaterade gudar: Fortuna, Febris och Spes.